# Transportador de tiamina tipo 2
En biología, el transportador de tiamina tipo 2 (hTHTR2) es una proteína transmembrana que está codificada en el gen SLC19A3 situado en el brazo largo del cromosoma 2 humano. Esta proteína tiene la función de captar la tiamina extracelular y hacer posible que entre en la célula y una vez dentro pueda ser empleada en las funciones en las que es imprescindible. El transportador htHTR2 se encuentra situado sobre todo en las membranas de las células del cerebro y el sistema nervioso central.

## Significación clínica
Las mutaciones en el gen que codifica el transportador de tiamina tipo 2, hacen que esta molécula transportadora no cumpla adecuadamente su función, como consecuencia se produce el trastorno conocido como enfermedad de los ganglios basales sensible a la biotina. Se ha demostrado que las mutaciones del gen SLC19A3 disminuyen la absorción de tiamina en las células, provocando la deficiencia de tiamina celular, con graves consecuencias para la salud de los individuos afectados.